# Tămădău Mic
Tămădău Mic – wieś w Rumunii, w okręgu Călărași, w gminie Tămădău Mare. W 2011 roku liczyła 112 mieszkańców.